# BeritaSatu Media Holdings
BeritaSatu Media Holdings (dawniej Globe Media Group) – indonezyjskie przedsiębiorstwo mediowe. Stanowi część konglomeratu Lippo Group.
Portfolio BeritaSatu Media Holdings obejmuje szereg gazet i czasopism (m.in. „Suara Pembaruan”, „Investor”, „Globe Asia”), anglojęzyczny portal internetowy Jakarta Globe oraz kanał telewizyjny BeritaSatu wraz z pokrewnym serwisem informacyjnym BeritaSatu.com.